# Siete Soldados de la Victoria
Los Siete Soldados de la Victoria (Seven Soldiers of Victory), también conocidos como los Legionarios de la Ley, es un equipo ficticio de superhéroes de DC Comics. Aparecieron por primera vez en la revista Leading Comics #1 (Invierno de 1941), creados por Mort Weisinger y Mort Meskin.
También conocidos por ser el segundo equipo de DC Comics, aunque opacados por la Sociedad de la Justicia de América (Justice Society of America). Al igual que la Sociedad de la Justicia, la composición de los Siete Soldados fue extraída de colecciones de antología de DC Comics: El Vigilante (Vigilante) de Action Comics, el Vengador Carmesí (Crimson Avenger) de Detective Comics, Flecha verde y Speedy (Green Arrow & Speedy) de More Fun Comics, el Caballero Resplandeciente (Shining Knight) de Adventure Comics, y el Star-Spangled Kid y Stripesy de la colección Star-Spangled Comics.
Vale la pena señalar que, a diferencia de la mayoría de los equipos de superhéroes, este incluye dos asistentes (sidekicks), Speedy y Stripesy, como miembros. (Stripesy era una rareza, un compañero adulto de un personaje principal adolescente.) Por otra parte, Wing, el compañero del Vengador Carmesí también tomó parte en las aventuras del equipo, considerado como un "soldado de sesiones," y no un "miembro oficial" del equipo.

## Biografía del equipo
Debido al éxito de la Sociedad de la Justicia de América (SJA, en adelante), DC Comics creó un segundo grupo de superhéroes. Se trataba de los Siete Soldados de la Victoria (SSV, en adelante), un puñado de personajes salidos de las diferentes publicaciones de la editorial principal a diferencia de la SJA que surgía de su empresa hermana: All-American Comics. El problema era que la mayor parte de los personajes importantes de esas revistas ya estaban en la SJA, mientras que los SSV eran héroes de menor categoría. Por otra parte, ninguno de los escogidos tenía poderes sobrehumanos, lo cual acentuaba las diferencias con la SJA.
En todo caso, el grupo debutó en la revista Leading Comics #1, en la historia “Blueprint for Crime” de Mort Weisinger y Mort Meskin. Weisinger se especializaba en crear “homenajes” que DC se hacía a sí misma, como Johnny Quick o Green Arrow (basados con algunas variaciones en Flash y Batman, respectivamente). Este último fue incluido en la alineación de los SSV junto con su ayudante Speedy, y fueron los únicos personajes con cierto renombre que participaron en el grupo. Al contrario de lo sucedido con la SJA, Weisinger optó por dar al grupo un origen definido en su primera aparición.
El villano llamado La Mano, consciente de que estaba muriendo, reunió a cinco colegas (Los Dedos de la Mano) para perpetrar delitos tan llamativos que el mundo los recordara para siempre. Capítulo tras capítulo de aquel Leading Comics #1, los futuros miembros de los SSV derrotaban a esos villanos. Green Arrow & Speedy vencieron al Profesor Merlín en el Valle de la Muerte. Star-Spangled Kid & Stripesy impidieron que la Aguja provocase un desastre en el Canal de Panamá. Shinning Night, el Sir Justin de Camelot que había sido congelado por una avalancha de hielo junto con su fiel corcel volador llamado Justicia Alada, venció a Dragón Rojo. El Crimson Avenger y su ayudante Wing evitaron que Gran César dejase Nueva York a oscuras. Por último, el Vigilante, aquel mítico vaquero urbano que cantaba country en su tiempo libre, derrotó al Muñeco. Cuando supo que no iba a morir, La Mano quiso matar a estos héroes para no ir a la cárcel, y los reunió en su guarida. Sin embargo, un disparo certero del Vigilante arrojó sobre el villano la máquina con la que pretendía matarlos. Entonces, se pensó que habían acabado con él. Fue en aquel momento en que nacieron los Siete Soldados de la Victoria. Ahora bien, echando cuentas nos salen ocho personajes ya que la editorial DC no contó a Wing oficialmente como miembro del grupo. No es porque no apareciese en sus aventuras y, aunque, nunca se ha explicado con claridad, la procedencia asiática del jovenzuelo en unos años de guerra entre Estados Unidos y Japón se cree que fue motivo suficiente.
Fueran siete u ocho los Soldados, también conocidos como Legionarios de la Ley, vivieron una existencia efímera hasta Leading Comics #14 (1945). La revista se dedicó a partir de ese entonces a publicar historias de divertidos animalitos, y el grupo desapareció por su escasa popularidad. No obstante, en 1975 se recuperó el guion que Joe Samachson (escritor de los SSV desde su quinta entrega) había escrito para Leading Comics #15. Dick Dillin y José Luis García-López, entre otros, ilustraron aquella última aventura en los complementos de Adventure Comics #438 a 443.

### Retorno en presente
Aunque las andanzas de los SSV original habían acabado temprano, el grupo regresó   como parte del universo paralelo. En los ejemplares de Justice League of America Vol.1 #100 a 102, Len Wein, escritor y Dick Dillin, dibujante, contaron cómo la SJA había pedido ayuda a la Liga de la Justicia de América (LJA) porque una mano etérea gigante tenía atenazado su mundo y amenazaba con destruirlo si no le entregaban el poder absoluto sobre el planeta. Incapaces de destruir la mano por sí mismos, la única clave que la Sociedad pudo encontrar fue una visión mística de una tumba del "Soldado de la Victoria Desconocido." El Doctor Fate, Zatanna y Thunderbolt convocaron al Oráculo, que les revela a la Liga y la Sociedad que los Siete Soldados de la Victoria, un grupo al que el tiempo había olvidado, habían luchado y vencido muchos años atrás sobre una amenaza similar, el Nebula Man, a quien derrotaron gracias al sacrificio de Wing. Su victoria fue cara, sin embargo, ya que acabaron catapultados a diferentes épocas, amnésicos y perdidos. 
Los dos equipos se dividen en grupos más pequeños y son enviados al pasado por el Oráculo para encontrarlos. El Doctor Fate, el Átomo y el Elongated Man encuentran al Vengador Carmesí en México, donde cree que es el dios azteca del sol. Superman, el Sandman y Metamorfo rescatan al amnésico Caballero Resplandeciente de las hordas de Gengis Kan. El Hombre Halcón, el Doctor Medianoche y la Mujer Maravilla (de la Edad de Oro) encuentran a Flecha Verde de la Edad de Oro en la Inglaterra medieval, donde le habían confundido con Robin Hood. Batman, Hourman y Starman recuperan a Stripesy del antiguo Egipto. Flecha Verde de la Edad de Plata, Canario Negro y Johnny Thunder y el Thunderbolt salvan al Vigilante de una tribu de indios en el Viejo Oeste. Aquaman, Wildcat y Linterna Verde de la Edad de Plata rescatan al Star-Spangled Kid 50.000 años en el pasado. Zatanna, el Flash de la Edad de Plata y el Tornado Rojo liberan a Speedy de la antigua Grecia, donde había sido transformado en centauro por Circe. El Linterna Verde de la Edad de Oro, Mister Terrific y el Robin de la Edad de Oro emprenden una búsqueda para descubrir la identidad del Soldado Desconocido de la Victoria, cuya tumba se encuentra en las montañas del Tíbet, donde los Siete Soldados habían caído tras derrotar al Hombre Nébula. 
Los Siete Soldados se reúnen finalmente, pero la Tierra-1 y Diana Prince habían sido atacados por la Mano de Hierro. Diana es capaz de vencerlo, pero él ya no es capaz de detener la mano gigante. Los héroes crean una nueva Vara de Nébula para hacer frente a la mano gigante. Desafortunadamente, quien utilice la Vara de Nébula perecerá con toda seguridad (como sucedió con Wing, el compañero del Vengador Carmesí, quien es revelado como el Soldado Desconocido de la Victoria, cuando el Hombre de Nébula fue detenido). Mientras los héroes discuten sobre quién hará el sacrificio, el androide Tornado Rojo toma la Vara de Nébula y destruye la Mano, destruyéndose a sí mismo en el proceso.
Durante los años ochenta, el escritor Roy Thomas fue el único que pareció acordarse de la existencia de los SSV. En la colección Infinity Inc. en su #11 (febrero de 1985), ya en tiempo presente, se relató la muerte del Vengador Carmesí y se mostró cómo sus antiguos compañeros le rendían homenaje en el panteón. Fue su última aparición antes del evento de las Crisis en tierras infinitas.

### Post-Crisis

#### Primer equipo
En la retrocontinuidad original post-Crisis del equipo, tanto Wing como el sidekick del Vigilante, Stuff, el Chinatown Kid, fueron ascendidos a la plena membresía, para sustituir a Flecha Verde y a Speedy (los dos de la Edad de Oro), quienes habían sido removidos de la continuidad activa. Stuff nunca había aparecido junto con el equipo durante su existencia original en Leading Comics, y era un personaje llamado Billy Gunn quien ayudaba al Vigilante en sus casos en la historieta
Esta retrocontinuidad fue modificada a finales de los noventa, una vez más cambiando la formación, en Stars and S.T.R.I.P.E. #9. Si bien Stuff sigue siendo un miembro pleno, Wing no es considerado un miembro oficial porque su mentor, el Vengador Carmesí, quería que hiciera algo más importante con su vida. El lugar que queda en el equipo fue ocupado por Spider (La Araña), un arquero que había aparecido originalmente en Crack Comics, revista del editorial Quality Comics, en los años 40. El giro de la trama en el nuevo Spider es que era realmente un villano y en esta particular aventura, había estado trabajando en secreto para el archienemigo del equipo, la Mano, quien creó al Hombre Nébula original. La Araña sabotea el Cetro de Nébula, y envía al equipo a pelear una batalla infructuosa. El villano intenta matar a Wing, pero fracasa, y Wing contacta a los demás Soldados. Reparado el cetro, lo utilizan para destruir al Hombre Nébula. Wing muere, y sus compañeros son de nuevo enviados a través del tiempo a distintas épocas y  posteriormente recuperados gracias la acción conjunta de la LJA y SJA. La única diferencia importante entre esta historia y la historia original de los años 70s, es que esta vez al Vigilante lo encuentran tras haber pasado casi 20 años luchando contra el crimen en el Viejo Oeste.
El equipo de los Siete Soldados no se ha vuelto a conformar antes en la Edad Moderna, en parte debido al proyecto del escritor Grant Morrison (véase más adelante). Tres de los miembros originales: Shining Knight, Vigilante y Stripesy (ahora S.T.R.I.P.E.) aún permanecen. El equipo ha inspirado unos cuantos legados: en primer lugar, Stargirl, que inicialmente llevó el manto del Star-Spangled Kid en memoria de Sylvester Pemberton. Este personaje tiene ahora un doble legado, ya que también lleva el legado de la dinastía de Starman. También la nueva Crimson Avenger, quien ha aparecido esporádicamente en la serie de la SJA. Aún no ha aparecido en la historia de One Year Later, aunque es posible verla hacia el final de Crisis infinita. El tercer legado es Grayle Gardner, el Caballero Atómico (véase más adelante). El último legado es el nuevo Sir Justin en el proyecto de saga de Grant Morrison.

#### Segundo equipo
Otro grupo adoptó el nombre de los Siete Soldados de la Victoria en la edición de la serie limitada conocida como Silver Age. Este grupo, que se conformó para ayudar a la Liga de la Justicia de América y a los demás héroes principales y equipos de los años sesenta a combatir la amenaza del supervillano Agamemno, incluía a Adam Strange, Batgirl, Blackhawk, Deadman, Mento, Metamorfo, y un nuevo Shinning Knight quien era Grayle Gardner de los Caballeros Atómicos, una serie de la Edad de Plata. Esta fue la única aparición de este conjunto particular.

## La saga de Grant Morrison
Seven Soldiers (Siete soldados) es una metaserie escrita por Grant Morrison y publicada por DC Comics, publicada en formato de siete miniseries relacionadas entre sí con un número inicial y un número final. La serie presenta una nueva versión de los Siete Soldados de la Victoria luchando para salvar a la Tierra de la raza de los Sheeda.
La metaserie inicia y termina con los números Seven Soldiers # 0 y 1, con arte de J. H. Williams III. El resto se compone de siete miniseries: Shining Knight con arte de Simone Bianchi, Manhattan Guardian con arte de Cameron Stewart, Zatanna con arte de Ryan Sook, Klarion con arte de Frazer Irving, Mr. Miracle con arte de Pascal Ferry, Bulleteer con dibujos de Yanick Paquette y Frankenstein con arte de Doug Mahnke.

## Equipos

### Pre-Crisis
- Crimson Avenger (Lee Travis)
- Star-Spangled Kid (Sylvester Pemberton)
- Stripesy (Pat Dugan)
- Vigilante (Greg Sanders)
- Shining Knight (Sir Justin)
- Green Arrow (Oliver Queen)
- Speedy (Roy Harper)
- Wing

### Post-Crisis (Primer Equipo)
- Crimson Avenger (Lee Travis)
- Star-Spangled Kid (Sylvester Pemberton)
- Stripesy (Pat Dugan)
- Vigilante (Greg Sanders)
- Stuff, the Chinatown Kid (Victor Leong, el compañero del Vigilante Original)
- Shining Knight (Sir Justin)
- Spider (Tom Holloway / Thomas Ludlow)
- Wing ("soldado octavo no oficial")
- Squire (Percy Sheldrake), más tarde el Caballero (The Knight) quien los acompañó en una misión

### Post-Crisis (Segundo Equipo)
- Batgirl I (Barbara Gordon)
- Blackhawk
- Metamorpho
- Mento
- Deadman
- Adam Strange
- Shining Knight (Gardner Grayle)

### El equipo formado por Grant Morrison para la miniserie Siete Soldados
- Shining Knight
- Manhattan Guardian
- Zatanna
- Klarion, the Witch Boy
- Mister Miracle
- Bulleteer
- Frankenstein

## En otros medios
La formación original de los Siete Soldados apareció en el episodio "Patriot Act", de la serie animada Liga de la Justicia Ilimitada. El equipo estaba compuesto por las versiones DCAU de los Siete Soldados originales, incluidos Green Arrow, Vigilante, Shining Knight, S.T.R.I.P.E. (anteriormente conocido en la continuidad de los cómics, como Stripesy), Stargirl (anteriormente conocida en la continuidad de los cómics, como la segunda Star-Spangled Kid), Speedy y Crimson Avenger. Mientras representaba a Superman en un desfile en Metrópolis, siete miembros de la Liga de la Justicia se enfrentaron al General Wade Eiling, que se había convertido en un súper soldado a través del suero del Capitán Nazi. Crimson Avenger y Speedy llegaron en medio de la batalla como refuerzos.
Los Siete Soldados de la Victoria aparecen en la serie de CW de Stargirl. En una entrevista, Geoff Johns agregó que la primera temporada establecería a los Siete Soldados de la Victoria como el primer equipo de superhéroes anteriores aún que la Sociedad de la Justicia de América. En el episodio "Brainwave", Pat Dugan muestra al personaje principal una foto suya con el Star-Spangled Kid y los demás miembros de los Siete Soldados de la Victoria: Green Arrow, Speedy, Vigilante, Shining Knight, Crimson Avenger y Wing; mencionando que no eran tan populares como la Sociedad de la Justicia de América, perdiendo contacto con sus colegas. En el episodio "Shining Knight", Pat se reencuentra con el personaje epónimo después de enterarse de que trabajaba como conserje en Blue Valley High School, aunque en estado amnésico. En el final de la primera temporada de dos partes, Shining Knight interviene para detener a la Sociedad de la Injusticia antes de irse a buscar a los miembros restantes de los Siete Soldados de la Victoria.